# Trubtxevsk
Trubtxevsk (en rus: Трубчевск) és una ciutat de l'óblast de Briansk, a Rússia, segons el cens del 2021 tenia 13.287 habitants. És la capital del districte (raion) homònim. Es troba a la vora del riu Desnà, a 84 km a l'oest de Briansk.

## Història
Trubtxevsk és mencionada per primer cop amb el nom de Trubetsk en manuscrits eslaus en relació als esdeveniments ocorreguts entre 1164 i 1183, com el Càntic de les hosts d'Ígor, tot i que les autoritats locals daten la fundació de la vila l'any 975. En aquest període, el nom de la ciutat és registrat com Trubetx (Трубечь), Trubetsk (Трубецк), Trubtxesk (Трубческ) o Trubejsk (Трубежск).
En diverses ocasions al llarg de l'edat mitjana, Trubtxevsk tingué els seus propis prínceps, entre els anys 1164-1196, 1202-1211, 1212-1240, 1378-1399 i per acabar entre 1462 i 1503. L'última dinastia s'instal·là a Moscou, on serien coneguts com els prínceps Trubetskoi. Entre 1609 i 1644, la ciutat estigué sota el domini de la Confederació de Polònia i Lituània, i rebia el nom de Trubczewsk.
Durant la Segona Guerra Mundial, Trubtxevsk fou presa per l'exèrcit alemany el 9 d'octubre de 1941 i alliberada el 18 de setembre de 1943 per les tropes de l'Exèrcit roig del front de Briansk.